# Spetze und Krummbek im Ohre-Aller-Hügelland
Spetze und Krummbek im Ohre-Aller-Hügelland (in der gebietsbezogenen Anlage zur Landesverordnung zur Unterschutzstellung der Natura 2000-Gebiete im Land Sachsen-Anhalt als „Speetze und Krummbeck im Ohre-Aller-Hügelland“ geschrieben) bezeichnet ein FFH-Gebiet in den Gemeinden Flechtingen und Calvörde und der Stadt Oebisfelde-Weferlingen im Landkreis Börde in Sachsen-Anhalt.

## Allgemeines
Das FFH-Gebiet besteht aus linienhaften Teilen mit einer Gesamtlänge von circa 23 Kilometern. Es überschneidet sich teilweise mit den Landschaftsschutzgebieten „Flechtinger Höhenzug“ und „Harbke-Allertal“. Es ist durch die Landesverordnung zur Unterschutzstellung der Natura 2000-Gebiete im Land Sachsen-Anhalt (N2000-LVO LSA) seit dem 21. Dezember 2018 rechtlich gesichert. Zuständige untere Naturschutzbehörde ist der Landkreis Börde.

## Beschreibung
Das FFH-Gebiet liegt nordwestlich von Haldensleben in etwa zwischen Wolfsburg und Magdeburg. Es umfasst den größten Teil der Spetze, die bei Lockstedt in die Aller mündet, sowie ihrem Nebengewässer Krummbek. Die Spetze ist auf ihrer gesamten Länge ausgebaut, während die Krummbek einen überwiegend noch naturnahen Verlauf nimmt und nur ihr Unterlauf deutlich begradigt ist. Die Krummbek entspringt in einem Waldgebiet des Flechtinger Höhenzuges und fließt dann eine längere Strecke am Rand dieses Waldgebietes. Ansonsten werden die Bäche teilweise von Gehölzen begleitet. An einen schmalen Uferstreifen schließen sich landwirtschaftliche Nutzflächen an.
In den Bächen ist Wasservegetation aus Einfachem Igelkolben, Sumpfwasserstern, Schwimmendem Laichkraut und Schmalblättrigem Merk ausgebildet. Die Bäche beherbergen abschnittsweise Vorkommen von Bitterling, Steinbeißer und Schlammpeitzger. Der Mündungsbereich zur Aller ist Lebensraum des Fischotters.